# Проклятые короли
«Про́клятые короли́» (фр. Les Rois maudits) — серия из семи исторических романов французского писателя Мориса Дрюона, посвященных истории Франции первой половины XIV века, начиная с 1314 года, когда был окончен процесс над тамплиерами, и заканчивая событиями после битвы при Пуатье.

## Список всех книг
1. «Железный король» (Le Roi de fer) (1955)
2. «Узница Шато-Гайара» (La Reine étranglée[1]) (1955)
3. «Яд и Корона» (Les Poisons de la Couronne) (1956)
4. «Негоже лилиям прясть» (La Loi des mâles[2]) (1957)
5. «Французская волчица» (La Louve de France) (1959)
6. «Лилия и лев» (Le Lis et le Lion) (1960)
7. «Когда король губит Францию» (Quand un roi perd la France) (1977)

## Обобщённый сюжет
Действие романов происходит во времена правления последних пяти прямых потомков королей из династии Капетингов и первых двух королей из династии Валуа, от Филиппа IV до Иоанна II.
Согласно легенде, истоки всех бед, обрушившихся на Францию того времени, таятся в проклятии, которому Великий магистр ордена тамплиеров подверг короля Филиппа IV Красивого, осудившего его на смерть.
1. «Железный король» (Франция, 1314 год. Взойдя на костёр, Великий магистр Ордена тамплиеров Жак де Моле проклял своих палачей — папу Климента V, короля Филиппа Красивого, его министра Гийома де Ногаре и всё их потомство до тринадцатого колена. Первый удар судьбы — «дело» о прелюбодеянии невесток короля, инициированное английской королевой Изабеллой с подачи главного интригана романа — Робера Артуа, в результате которого Бланка и Маргарита Бургундские заточены в Шато-Гайар, а Жанна, супруга принца Филиппа, графа Пуатье, отправлена в монастырь, затем смерть папы, смерть Ногаре и смерть Железного короля — Филиппа Красивого).
2. «Узница Шато-Гайара» (о бездарном правлении Людовика X Сварливого, о попытках нового короля развестись с женой, сватовство к Клеменции Венгерской и убийство Маргариты).
3. «Яд и корона» (в этой части романа ещё теснее переплетаются история нравов и история королевского дома: путешествие принцессы Клеменции Венгерской из Неаполя в Париж, королевская свадьба, неудачный поход короля Людовика во Фландрию, операции банкирского дома Толомеи и смерть самого Людовика от рук графини Маго Артуа, у которой он с подачи Робера Артуа отобрал её графство).
4. «Негоже лилиям прясть» (о беспощадной борьбе, которую ведут, чтобы добиться регентства, три родственника покойного короля Людовика — его брат граф де Пуатье, дядя — граф де Валуа и кузен — герцог Бургундский, не брезгуя никакими средствами; также изображена история избрания папы римского Иоанна XXII). Название заключает в себе мысль принятого закона, согласно которому наследуют корону только дети мужского пола.
5. «Французская волчица» (переносит нас в Англию, которой правит бездарный король Эдуард II, а его жена, дочь Филиппа Красивого Изабелла, живёт в страхе).
6. «Лилия и лев» (приводит читателя к началу Столетней войны)
7. «Когда король губит Францию» (в заключительной части романа Дрюон последовательно развивает мысль о роковой роли посредственности, волею случая очутившейся у кормила власти. Последняя часть написана в форме монолога Эли де Талейрана-Перигора, кардинала Перигорского, который едет на встречу с императором, чтобы добиться заключения мира между Англией и Францией).

## Железный король
Действие книги начинается с 1314 года.
В Англии граф Робер III д'Артуа встречается с королевой Изабеллой и рассказывает ей об измене жён её братьев Людовика и Карла. Робер и Изабелла решают разоблачить измену перед королём Франции Филиппом IV Красивым.
В то же время во Франции окончен семилетний процесс над орденом тамплиеров. Великий магистр Ордена Жак де Моле и приор Нормандии Жоффруа де Шарне приговорены к сожжению на костре. Во время казни Великий Магистр проклинает своих губителей — короля Филиппа, папу римского Климента V и хранителя королевской печати Гийома де Ногаре, а также весь их род до тринадцатого колена.
Во время своего визита во Францию королева Изабелла разоблачает своих невесток перед королём. Вина жён Людовика и Карла, Маргариты и Бланки Бургундских, очевидна, и обеих приговаривают к пожизненному заключению в крепости Шато-Гайар, предварительно обязав присутствовать при казни своих любовников, братьев д’Онэ. Жену Филиппа, среднего сына короля, Жанну Бургундскую, приговаривают к ссылке, так как её вина не доказана, однако, скорее всего, она знала о прегрешениях Маргариты и Бланки и при этом выступала в роли сводницы.
Последующие события невольно заставляют вспомнить проклятие Великого Магистра. Сначала умирает папа Климент, затем Гийом де Ногаре (он отравился испарениями от отравленной свечи, которую ему подсунул бывший рыцарь-тамплиер Эврар). А потом на охоте в возрасте сорока шести лет умирает пышущий здоровьем король Филипп.
Похоже, что проклятие Великого Магистра начинает сбываться…

## Узница Шато-Гайара
После неожиданной смерти своего отца Филиппа IV Людовик X Сварливый становится королём Франции. Карл Валуа, преследуя свои политико-династические цели, предлагает ему в жёны свою родственницу — Клеменцию Венгерскую. Заинтересованный предложением дяди, король Людовик X направляет в Неаполь посольство под руководством бывшего камергера своего отца графа Юга Бувилля; при этом в качестве помощника, казначея и переводчика при графе состоит племянник капитана ломбардцев Парижа, банкира Спинелло Толомеи — Гуччо Бальони. Помимо сватовства, на послов возлагается задача поиска и подкупа кардиналов, которые, благодаря закулисным интригам первого министра королевства Ангеррана де Мариньи, до сих пор не договорились об избрании папы на авиньонский престол.
В это время Маргарита и Бланка Бургундские находятся в заключении в очень нелёгких условиях. Однако у Маргариты появляется возможность перейти из тюрьмы в монастырь: Робер Артуа предлагает ей написать признание в том, что её дочь, принцесса Жанна — незаконнорождённая, тогда Людовик бы мог получить развод и повторно вступить в брак, поскольку по законам того времени прелюбодеяние не было достаточным поводом к расторжению брака. Однако она не верит в то, что её действительно освободят, и, подумав, отказывается.
При дворе идёт активная борьба за власть двух кланов — дяди Людовика Карла Валуа и самого влиятельного человека в государстве после короля — первого министра королевства Ангеррана де Мариньи. Когда королева Маргарита соглашается на признание и пишет письмо королю, оно попадает к Мариньи, и тот его уничтожает. В итоге, когда правда выплывает наружу, Маргарита погибает в Шато-Гайаре от руки Лорме, слуги Робера Артуа. Мариньи-младший, епископ Бовэзский Жан, шантажируемый при помощи компрометирующих документов, полученных от ломбардских банкиров Парижа, чтобы спастись самому, предаёт своего родного брата, и того отправляют на виселицу по обвинению в казнокрадстве, несмотря на то, что незадолго до этого на судебном процессе Ангерран успевает опровергнуть все обвинения в свой адрес перед комиссией, созданной королём.
Король Людовик, ставший теперь вдовцом, наконец официально делает предложение Клеменции Венгерской и направляет в Неаполь свадебное посольство за своей невестой в составе всё того же Юга Бувилля и Гуччо Бальони.
Интересно, что название этой книги на французском La Reine étranglée, которое переводится как «Задушенная королева», по какой-то причине заменено на «Узницу Шато-Гайяра».

## Яд и корона
После кончины короля Филиппа Красивого проходит полгода. Клеменция Венгерская по пути к жениху попадает в бурю, позже случается ещё несколько происшествий, которые она толкует как плохие предзнаменования. Посланный в составе миссии графа Бувилля в Неаполь Гуччо Бальони падает при попытке сойти на берег и попадает в больницу для бедных.
Людовик Сварливый затевает поход во Фландрию, поскольку граф Нэверский дерзко отказался исполнять свой вассальный долг перед королём. Собранное королевское войско, тем не менее, так и не доходит до границ Фландрии и ввиду погодных условий застревает в грязи, а король, найдя благовидный предлог, возвращается обратно и женится на Клеменции.
Жанна Бургундская по просьбе Клеменции получает свободу и снова воссоединяется со своим супругом Филиппом Пуатье. Кастелянша Венсеннского замка Эделина рассказывает Клеменции о своей незаконнорождённой дочери от короля Людовика и о его предполагаемой вине в смерти Маргариты Бургундской. Она объясняется с королём и они мирятся, договорившись о паломничестве к реликвиям Святого Иоанна. Придворный астролог предупреждает короля опасаться яда.
Гуччо Бальони, переселившийся в Нофль, и Мари де Крессе тайно венчаются, так как её семья не хочет для неё мужа неблагородного происхождения. Когда же семья узнаёт о беременности Мари и их браке, её братья отправляются, чтобы поквитаться с Гуччо, но тому удаётся бежать. Впоследствии его дядя находит способ договориться с родственниками Мари.
В графстве Артуа начинаются беспорядки, искусно провоцируемые Робером Артуа. После того, как обе стороны при рассмотрении дела королём отказались идти на какие-либо компромиссы, Людовик отбирает у Маго графство Артуа «под свою руку», но вскоре погибает, отравившись драже с ядом, который добавила в него Маго. Впервые за всю историю дома Капетингов встаёт вопрос о престолонаследии и о том, кто будет регентом, пока Клеменция не родит ребёнка умершего короля.

## Негоже лилиям прясть
Родной брат умершего короля Филипп Пуатье и дядя, Карл Валуа, ведут борьбу за права Регентства. Последний, воспользовавшись отъездом Филиппа Пуатье, убеждает Клеменцию переехать из Венсенского дворца (где умер Людовик X), во дворец Сите, откуда ему легче будет следить за ней и руководить ею.
В Лионе Филипп Пуатье безнадёжно предпринимает попытки собрать кардиналов вместе, чтобы те наконец избрали папу римского. Гуччо Бальони привозит в Лион графу Пуатье весть о смерти Людовика X, чем и спешит воспользоваться граф Пуатье. Во время заупокойной мессы он приказывает заложить кирпичом все входы и выходы из монастыря доминиканцев, оставив кардиналов внутри. Таким образом, обманутые и истощенные кардиналы, спустя 40 дней вынуждены были выбрать папой римским прикинувшегося умирающим Жака Дюэза.
Филипп Пуатье возвращается в Париж. Во время его остановки в замке Фонтенбло туда приезжают Карл Валуа и Карл де ла Марш, чтобы задержать Филиппа в замке и выдвинуть на пост регента Карла Валуа. Граф Пуатье ночью покидает Фонтенбло и с верными людьми без боя занимает замок Сите. Людовик д’Эврё выдвигает кандидатуру графа Пуатье на пост регента. На ассамблее при поддержке последнего живого сына Людовика Святого, Роберта Клермонтского, Филипп Пуатье в обход Карла Валуа становится регентом. Там же утверждается древний салический закон.
Робер д’Артуа надеется с помощью захваченной им колдуньи, продавшей яд графине Маго для отравы короля Людовика X, воздействовать на Филиппа Пуатье и получить назад своё графство. Но регент вынуждает его подписать условия позорного для Артуа мирного договора и сажает в тюрьму.
Мари де Крессе, возлюбленная Гуччо Бальони, отправлена в монастырь, где за несколько дней до появления на свет короля Иоанна рожает сына. По настоянию мадам Бувилль, Мари становится кормилицей новорождённого короля. Опасаясь за жизнь короля-младенца, Юг Бувилль убеждает Мари на время поменять своего ребёнка с ребёнком королевы. На церемонии представления короля-младенца графиня Маго слегка дотрагивается отравленным платком губ ребёнка, из-за чего тот моментально умирает. Юг де Бувилль из-за страха перед графиней д’Артуа и её людьми решает промолчать о настоящем положении дел. Мари де Крессе заставляют взять ребёнка королевы с собой, и растить его как своего сына, хранить тайну до самой смерти и отказаться от встреч с Гуччо. Королеве Клеменции, оправившейся от родильной горячки, сообщают о смерти её ребёнка, отчего она впадает в безумие.
Филипп Пуатье коронуется в Реймсе.

## Персонажи
- Филипп IV Красивый, король Франции
- Людовик, король Наварры, его старший сын
- Филипп, граф Пуатье, его второй сын
- Карл, граф де Ла-Марш, его младший сын
- Маргарита Бургундская, королева Наварры, жена Людовика
- Жанна Бургундская, графиня Пуатье, жена Филиппа
- Бланка Бургундская, жена Карла и сестра Жанны
- Изабелла Французская, королева Англии, дочь Филиппа, получившая прозвище «Французская волчица»
- Робер Артуа, правитель Конша и граф Бомон-ле-Роже
- Маго, графиня Артуа, тётя Робера и мать Жанны и Бланки
- Карл, граф Валуа, младший брат Филиппа IV
- Людовик, граф д’Эврё, младший брат Филиппа IV
- Готье д’Онэ, конюший Филиппа, графа Пуатье, и любовник Бланки
- Филипп д’Онэ, конюший Карла, графа Валуа, и любовник Маргариты
- Гийом де Ногаре, советник и хранитель печати[англ.] Филиппа IV
- Ангерран де Мариньи, коадъютор Филиппа IV
- Юг де Бувилль, камергер Филиппа IV
- Жак де Моле, Великий магистр ордена Тамплиеров
- Жоффруа де Шарнэ, командор ордена Тамплиеров в Нормандии
- Спинелло Толомеи, сиеннский банкир-ломбардец
- Гуччо Бальони, племянник Толомеи
- Элиабель Крессэ, вдова помещика Крессэ
- Пьер и Жан Крессэ, её сыновья
- Мари де Крессэ[фр.], её дочь
- Жан де Мариньи, архиепископ Санский, младший брат Ангеррана де Мариньи
- Беатриса д’Ирсон, первая придворная дама Маго, графини Артуа
- Лорме, адъютант Робера Артуа
- Эврар, рыцарь ордена Тамплиеров
- Жан де Лонгви, племянник Жака де Моле
- Ален де Парейль, капитан королевских лучников
- Робер Берсюме, капитан крепости Шато-Гайар
- Эделина, служанка и любовница Людовика, с которой у него есть общая дочь
- Клеменция Венгерская, вторая жена Людовика
- Мария Венгерская, королева Неаполя, бабушка Клеменции
- Маргарита де Бувилль[фр.], жена Юга де Бувилля
- Гоше V де Шатильон, коннетабль Франции
- Жак Дюэз, кардинал, ставший Папой Иоанном XXII
- Тьерри д’Ирсон, каноник и канцлер Маго, графини Артуа, тёти Беатрисы
- Филипп, граф Валуа, сын Карла, графа Валуа
- Эд Бургундский, брат Маргариты и Жанны Бургундских
- Иоанн II, сын Филиппа Валуа и Жанны Бургундской
- Эдуард II, король Англии и муж Изабеллы
- Роджер Мортимер, английский барон и мятежник
- Жанна, леди Мортимер, жена Роджера Мортимера
- Хью Диспенсер, любовник и фаворит Эдуарда II
- Элинор, леди Диспенсер, жена Хью Диспенсера
- Эдмунд, граф Кента, сводный брат Эдуарда II и кузен членов королевской семьи Франции
- Эдмунд Горбатый, дядя Эдуарда II
- Генри, сын Эдмунда Горбатого
- Эдуард III, сын Эдуарда II и Изабеллы Французской
- Филиппа Геннегау, жена Эдуарда III и дочь Вильгельма, графа Эно и Голландии
- Адам Орлетон, эпископ Херефорда и союзник Роджера Мортимера
- Джон Мотраверс, давний друг и сторонник Роджера Мортимера
- Жан Эно, брат и генерал Вильгельма, графа Эно и Голландии
- Жанна, графиня Бомон, жена Робера Артуа, дочь Карла Валуа
- Жанна Дивион, бывшая любовница Тьерри д’Ирсона, главная сообщница Робера Артуа в подделке документов
- Роджер Мортимер де Чирк, дядя Роджера Мортимера
- Якоб ван Артевельде, фламандский торговец, подружившийся с Робером Артуа
- Уильям Монтегю, 1-й граф Солсбери, давний друг и сторонник Эдуарда III
- Кола де Риенци, самопровозглашённый трибун Рима
- Эли де Талейран-Перигор, французский кардинал, получивший прозвище «Творец пап»

## Отзывы
Писатель Джордж Р. Р. Мартин является горячим поклонником Мориса Дрюона и «Проклятых королей»; в заметке для газеты The Guardian он выражал сожаление, что при жизни Дрюона так и не нашел времени, чтобы встретиться с ним и пожать ему руку. Мартин считает Дрюона величайшим французом, писавшим исторические романы, после Александра Дюма-отца. «Проклятые короли» стали одним из главных источников вдохновения при создании знаменитого цикла романов самого Мартина «Песнь льда и огня», впоследствии экранизированного под названием «Игра престолов». В 2013 году издательство HarperCollins (то же, которое публикует романы из цикла «Песнь льда и огня») переиздало на английском романы Дрюона с вынесенным на обложку отзывом Мартина: «Это — оригинальная игра престолов!»

## Экранизации
Эпопея экранизирована дважды — в 1972 и 2005 годах.
- Проклятые короли (мини-сериал, 1972)
- Проклятые короли (мини-сериал, 2005)